# Тхить Куанг Дык
Тхить Куанг Дык (вьет. Thích Quảng Đức прослушатьо файле, урождённый Лам Ван Тык (вьет. Lâm Văn Tức); 1897, деревня Хойкхань, уезд Ваннинь, Кханьхоа, Французский Индокитай — 11 июня 1963, Сайгон, Южный Вьетнам) — южновьетнамский буддийский монах, последователь направления махаяна, который в 1963 году публично совершил акт самосожжения. Самопожертвование было совершено на одном из оживлённых перекрёстков Сайгона. Мотивом акции стал протест монаха против преследований буддистов режимом Нго Динь Зьема. Фотографии горящего Дыка были опубликованы в большом количестве иностранных газет, благодаря чему религиозная проблема приобрела актуальность для всего мирового сообщества. Комментируя одну из фотографий, президент США Джон Кеннеди сказал: «Никогда газетная фотография не вызывала столь сильного волнения по всему миру». Работа фотографа Малькольма Брауна была удостоена Пулитцеровской премии. После смерти тело Дыка было кремировано, однако, по некоторым заявлениям, сердце монаха осталось неповреждённым.
Вызванное поступком монаха давление внешних сил на Нго Динь Зьема вынудило его объявить о реабилитации буддистов. Тем не менее заявленные изменения так и не были претворены в жизнь, что отрицательно сказалось на политической ситуации в стране. Протестное движение продолжалось, и Зьем принял решение об использовании сил особого назначения республиканской армии, которые контролировал брат президента, Нго Динь Ню. Военные атаковали буддийские пагоды в разных частях страны и захватили сердце Дыка, унеся жизни части протестующих и причинив ущерб их имуществу. Вследствие этого некоторые монахи совершили аналогичные акты самосожжения. Вскоре военные лидеры Южного Вьетнама совершили государственный переворот, свергнув и арестовав Нго Динь Зьема. 2 ноября Нго Динь Зьем и его брат Нго Динь Ню были убиты.

## Биография
Записи о жизни Дыка рассеяны среди архивов многих буддийских организаций. Согласно этим данным, он родился в деревне Хойкхань, расположенной в районе Ваннинь провинции Кханьхоа. Будучи одним из семи детей Лам Хыу Ынга и Нгуен Тхи Ныонг, при рождении он получил имя Лам Ван Тык. В возрасте семи лет Лам Ван Тык покинул отчий дом и занялся изучением буддийской философии. Духовным наставником мальчика стал его дядя по материнской линии, Тхить Хоанг Тхам. Он вырастил племянника как родного сына, и через некоторое время тот принял имя Нгуен Ван Кхьет. В пятнадцать лет юноша принял начальные буддийские обеты (шраманеру), а в двадцать был посвящён в монахи и взял буддийское имя Тхить Куанг Дык. Вскоре молодой монах отправился в горы близ Ниньхоа, где провёл три года в отшельничестве. Годы спустя он открыл в месте своего уединения пагоду Тхьенлок.
По окончании трёх лет отшельничества Дык начал путешествовать по центральному Вьетнаму, толкуя дхарму. Через два года он поселился в пагоде Шактытхьенан неподалёку от Нячанга. В 1932 году Дык был назначен инспектором буддийской ассоциации в Ниньхоа, а затем стал наблюдать за жизнью братьев в родной провинции Кханьхоа. Служа в центральном Вьетнаме, Дык участвовал в создании четырнадцати храмов. В 1934 году он переехал в южную часть страны, где занимался проповеднической деятельностью. Два года жизни монах провёл в Камбодже, обучаясь буддийской традиции Тхеравада.
После возвращения во Вьетнам Дык курировал строительство семнадцати новых храмов на юге страны. Последним, тридцать первым храмом, созданным при его участии, стала пагода Куантхеам в предместьях Сайгона. С 1975 года улица, на которой стоит этот храм, носит имя Тхить Куанг Дыка. По завершении строительства монах стал председателем Комиссии по церемониальным обрядам при Собрании вьетнамских монахов и настоятелем пагоды Фыокхоа, которая стала колыбелью вьетнамской Ассоциации буддийских исследований. Когда же главная канцелярия Ассоциации была переведена в главный буддийский храм Сайгона, пагоду Са-Лой (вьетн. Xá Lợi), Дык оставил должность.

## Социальные предпосылки акции
Согласно социологическим опросам первой половины XX века, от 70 до 90 процентов населения страны составляли буддисты. В то же время президент Южного Вьетнама Нго Динь Зьем принадлежал католическому меньшинству. Им были созданы условия для лёгкого продвижения католиков по гражданской и военной службе, они обладали преимуществом при распределении земель, деловых контрактов и налоговых послаблений. Часто преференции для католиков сопровождались дискриминационной политикой в отношении буддистов. Однажды Нго, забывшись, сказал одному из высокопоставленных офицеров, исповедовавших буддизм: «Давайте своим офицерам-католикам самые деликатные должности. Им можно доверять». Многие служащие республиканской армии обратились в католическую веру в надежде на скорое развитие карьеры. Буддийские военные, отказывавшиеся от перехода в другую конфессию, напротив, могли не получить повышения. Кроме того, правом на распределение огнестрельного оружия среди сельских дружин могли располагать только католики.
Некоторые католические священники контролировали собственные вооружённые формирования. С помощью них католики могли осуществлять насильственное обращение в свою веру, грабить и разрушать пагоды некоторых регионов, в которых правительство предпочитало не замечать этого. Буддийские деревни массово обращались в католичество для получения материальной помощи или во избежание принудительного переселения. Во времена французского правления во Вьетнаме буддисты приобрели особый правовой статус: для ведения проповедей и другой религиозной деятельности священники были обязаны получить разрешение у чиновников. Зьем не отменил этого положения. Ко всему прочему, католики были фактически освобождены от барщины, входившей в обязанности абсолютно всех граждан страны. Помощь, присылаемая Соединёнными Штатами, распределялась неравномерно в пользу деревень с преобладанием католиков.
Римско-католическая церковь вскоре стала крупнейшим землевладельцем в стране. Церковь обладала исключительными правами при приобретении новых участков, и её собственность была исключена из плана земельной реформы. Бело-золотой ватиканский флаг нередко вывешивался во время проведения крупных мероприятий, а в 1959 году Нго Динь Зьем посвятил свою страну Деве Марии.
Недовольство буддистов достигло пика после того, как в начале мая 1963 года власти запретили пронесение конфессионального флага в Хюэ. Случай приобрёл особенное значение, поскольку в тот день буддисты праздновали Весак — день рождения Будды Шакьямуни. Архиепископом города был Нго Динь Тхук, старший брат президента. Несмотря на это, буддисты проигнорировали запрет, и в день праздника толпа протестующих буддистов направилась к правительственной радиостанции вместе с флагом. В ответ власти применили силу, открыв огонь по толпе и убив девять человек. Президент отказался от ответственности за расстрел, обвинив в насилии Вьетконг. Это вызвало дальнейшие протесты буддистов, призывавших к равенству религий. Гражданская активность лишь усилилась после того, как Нго Динь Зьем отверг все требования протестующих.

## Самосожжение
10 июня 1963 года работавшие в стране американские корреспонденты получили сообщение о том, что завтра напротив камбоджийского посольства произойдёт «нечто важное». Большая часть репортёров пренебрегла приглашением, так как к тому времени буддистский кризис продолжался уже более месяца. Утром в назначенное место прибыли несколько журналистов, среди которых были Дэвид Халберстем из The New York Times и Малькольм Браун, шеф информационного бюро «Ассошиэйтед Пресс» в Сайгоне. Дык прибыл к посольству во главе процессии, начавшейся в одной из близлежащих пагод. Около 350 монахов и монахинь шли в два ряда за голубым седаном Austin Westminster, за рулём которого находился Дык. Протестующие несли плакаты на английском и вьетнамском языках, обвиняя правительство Зьема в преследовании буддистов и требуя равенства конфессий. Один из монахов предложил принести в жертву себя, но решение Дыка осталось неизменным.
Местом акции стал перекрёсток бульвара Фандиньфунг (ныне — улица Нгуендиньтьеу) и улицы Леванзует (ныне носит название Катьмангтхангтам), расположенный в нескольких кварталах к юго-западу от президентского дворца. Дык вышел из машины с двумя монахами, один из которых разместил на дороге подушку, а другой достал из багажника 19-литровую канистру с бензином. Когда участники шествия сформировали кольцо вокруг Тхитя, он сел на подушку, приняв медитативную позу лотоса. Один из участников акции вылил содержимое канистры на голову сидящему. Тхить Куанг Дык начал декламировать слова няньфо («памятование о Будде»), используя при этом чётки, а затем зажёг спичку и поднёс её к своему телу. Пламя поглотило его одеяние и плоть, вскоре от тела стал исходить чёрный маслянистый дым.
Предсмертные слова Тхить Куанг Дыка зафиксированы в письме, которое он оставил:

Прежде чем закрыть глаза и узреть Будду, я почтительно прошу президента Нго Динь Зьема о сострадании к народу страны и осуществлении религиозного равенства во имя сохранения силы родины навеки. Я призываю почтенных, преподобных, членов сангхи и рядовых буддистов объединиться, чтобы принести жертвы в защиту буддизма.
Оригинальный текст (англ.)Before closing my eyes and moving towards the vision of the Buddha, I respectfully plead to President Ngo Dinh Diem to take a mind of compassion towards the people of the nation and implement religious equality to maintain the strength of the homeland eternally. I call the venerables, reverends, members of the sangha and the lay Buddhists to organise in solidarity to make sacrifices to protect Buddhism.

Дэвид Халберстем писал:

Мне нужно было посмотреть туда ещё раз, но одного раза было достаточно. Пламя пылало на человеке, медленно иссушая и сморщивая его тело, голова чернела и обугливалась. Пахло горящей человеческой плотью, люди сгорают на удивление быстро. Я слышал рыдания собиравшихся позади меня вьетнамцев. Я не мог плакать из-за шока, не мог писать или задавать вопросы из-за растерянности, не мог даже думать из-за того, что был ошеломлён… Он не повёл ни единой мышцей, не издал ни звука, пока горел; его явное самообладание резко выделялось на фоне рыдающих людей вокруг него.
Оригинальный текст (англ.)I was to see that sight again, but once was enough. Flames were coming from a human being; his body was slowly withering and shriveling up, his head blackening and charring. In the air was the smell of burning human flesh; human beings burn surprisingly quickly. Behind me I could hear the sobbing of the Vietnamese who were now gathering. I was too shocked to cry, too confused to take notes or ask questions, too bewildered to even think ... As he burned he never moved a muscle, never uttered a sound, his outward composure in sharp contrast to the wailing people around him.

Некоторые полицейские пытались пробраться к Тхитю, но не смогли преодолеть живое кольцо буддийских священнослужителей, стоявших вокруг места происшествия. Позже один из полицейских, сумевший пройти внутрь кольца, упал ниц перед телом Дыка в буддийской традиции, выражая тем самым глубокое почтение. Ошеломлённые очевидцы в большинстве своём молчали, хотя некоторые свидетели плакали, а другие — молились. Многие монахи и простые прохожие, как и полицейский, преклонились перед телом горящего Дыка.
Один из монахов произнёс в микрофон слова «Буддийский священник сжигает себя. Буддийский священник становится мучеником» на английском и вьетнамском языках. Примерно десять минут спустя тело Дыка было практически уничтожено, и труп упал на спину. Как только пламя утихло, несколько монахов накрыли дымящееся тело жёлтым одеянием, подняли его и попытались положить в гроб. Конечности погибшего не выпрямлялись полностью, и рука свисала из деревянного короба. Тело Дыка было перенесено в пагоду Са-Лой, находящуюся в центре города. Стоявшие около храма студенты развернули двуязычные плакаты с надписью «Буддийский священник сжигает себя за наши пять прошений».
В 13:30 около тысячи монахов провели собрание внутри пагоды, в то время как снаружи храм окружала толпа студентов-буддистов. Встреча завершилась достаточно быстро, и все её участники, за исключением сотни священнослужителей, покинули пагоду. Тысяча монахов и светских сторонников буддизма вернулись к месту самосожжения, где всё ещё находились полицейские. Примерно в 18:00 тридцать монахинь и шесть монахов были арестованы за молитву на улице неподалёку от пагоды Са-Лой. Представители правоохранительных органов окружили пагоду, заблокировали проход в храм и начали надевать защитное снаряжение. У свидетелей операции сложилось впечатление о неизбежности вооружённой осады храма. В тот же вечер тысячи жителей Сайгона заявили о том, что видели лицо Будды на небе во время заката. Горожане утверждали, что Будда плакал.

## Похороны
После инцидента власти США потребовали от Нго Динь Зьема возобновления диалога с буддистами. 11 июня в 11:30 должна была состояться экстренная встреча президента с правительством. Однако после смерти Тхить Куанг Дыка президент, веривший в скорое угасание кризиса, отменил собрание кабинета и встретился с министрами по отдельности. Посол США в Южном Вьетнаме Уильям Трухарт предупредил вьетнамского государственного секретаря Нгуен Динь Тхуана о необходимости соглашения с протестующими. По мнению Трухарта, ситуация находилась в критической близости к переломной точке, поэтому Нго следовало принять пять требований буддистов. Государственный секретарь США Дин Раск, в свою очередь, проинформировал посольство в Сайгоне о том, что Белый дом публично откажется от любых связей с режимом, если соглашение не будет достигнуто. Совместное коммюнике и акт об уступках были подписаны Нго 16 июня.
Похороны умершего Тхить Куанг Дыка были запланированы на 15 июня. В тот день вокруг пагоды Са-Лой собрались четыре тысячи сочувствующих, однако церемония была отложена. 19 числа останки монаха были перенесены из храма на кладбище, располагавшееся в 16 километрах к югу от города. Там останки были кремированы и захоронены. Совместное коммюнике содержало ограничение на количество присутствующих при погребении. В последний путь Тхить Куанг Дыка проводили примерно 400 монахов.
Несмотря на проведения процедуры кремации, сердце Тхить Куанг Дыка не было поглощено огнём и осталось неповреждённым. Монахи признали его святыней и поместили в стеклянную чашу, которая была выставлена в пагоде Са-Лой. Нетронутое пламенем сердце (шарира) считается в буддийской культуре символом сострадания. Сам же Тхить Куанг Дык стал почитаем вьетнамскими буддистами как бодхисаттва («Бо Тат»), то есть человек с пробуждённым сознанием, который принял решение стать буддой для блага всех существ. Иногда Тхить Куанг Дык упоминается во вьетнамских источниках как Бо Тат Тхить Куанг Дык. 21 августа силы особого назначения республиканской армии атаковали Са-Лой и другие пагоды в разных частях страны. Секретная полиция предприняла попытку конфискации праха Тхить Куанг Дыка, однако два монаха смогли скрыться с урной, перепрыгнув через забор на заднем дворе и укрывшись в здании американской миссии, расположенной по соседству. Тем не менее военным удалось изъять сердце покойного.

## Реакция властей и США
Место самосожжения — перекрёсток напротив камбоджийского посольства — одними рассматривалось как случайное, в то время как другие увидели в этом некий символизм. Трухарт и его сотрудник Чарльз Флауэрри посчитали, что Тхить Куанг Дык выразил солидарность правительству Камбоджи и принцу Нородому Сиануку. Отношения между двумя странами были весьма напряжёнными. В своей речи от 22 мая Сианук обвинил Нго Динь Зьема в жестоком обращении по отношению к буддистам вьетнамского и кхмерского происхождения — последние являются в Южном Вьетнаме этническим меньшинством. 9 июня лояльное Нго Динь Зьему издание Times of Vietnam выпустило обличительную статью, в которой сообщалось о причастности кхмерских монахов к организации буддистского кризиса. В статье сообщалось, что Камбоджа пыталась таким образом укрепить свои внешнеполитические позиции во Вьетнаме. Флауэрри заметил, что Нго Динь Зьем готов был видеть след «готовой и нетерпеливой камбоджийской руки» во всех акциях вьетнамских буддистов.
Вечером в день смерти Тхить Куанг Дыка президент обратился к народу по радио, заявив о своей глубокой обеспокоенности произошедшим. Он призывал слушателей к «спокойствию и патриотизму» и объявил о возобновлении переговоров с буддистами. Он утверждал при этом, что стороны постепенно находят общий язык, указав на особую роль католической философии персонализма, которой он придерживался в период острейших противоречий с буддистами. Нго Динь Зьем сказал, что мнение общественности могло быть сформировано при участии подтасовавших факты экстремистов, после чего уверил вьетнамцев в том, что они могут «положиться на Конституцию или, другими словами, на меня».
На обращение отреагировали военные. Тридцать высокопоставленных офицеров во главе с генералом Ле Ван Ти объявили о намерении защищать конституцию и республику в рамках любых приказов высшего руководства. В действительности же, громкое заявление генералов было лишь прикрытием готовящегося заговора против президента. Среди подписавших обращения военных были и те, кто принимал непосредственное участие в его свержении и убийстве осенью того же года. Лидеры будущего переворота генералы Зыонг Ван Минь и Чан Ван Дон, занимавшие должности президентского военного советника и начальника штаба, соответственно, находились тогда за пределами страны.
Мадам Ню, фактическая первая леди страны, супруга брата Нго Динь Зьема, Нго Динь Ню, перешедшая из буддизма в католичество, резко прокомментировала смерть Дыка, сказав, что она встретит «ещё одно барбекю-шоу с участием монаха аплодисментами». В том же месяце правительство заявило о том, что Тхить Куанг Дыка заставили совершить самосожжение, предварительно опьянив с помощью наркотических средств. Согласно другой официальной версии режима, он совершил самосожжение в обмен на денежную компенсацию со стороны Малькольма Брауна. 1 ноября республиканская армия свергла Нго Динь Зьема в результате путча. Оба брата были арестованы и убиты на следующий день.

## Политические оценки и освещение в СМИ
Фотографии Брауна быстро облетели ведущие новостные агентства и были размещены на первых полосах крупнейших газет. Благодаря должной информационной поддержке акция Тхить Куанг Дыка приобрела больший политический эффект, став поворотным пунктом в буддистском кризисе и истории правления Нго Динь Зьема в целом.
По мнению историка Сета Джейкобса, Тхить Куанг Дык «разрушил американский эксперимент со Зьемом», а после публикации работ Брауна «никакие увещевания не могли спасти репутацию Зьема». Его коллега Эллен Хаммер писала, что произошедшие события «вызвали тёмные образы гонений и ужаса, укоренённые в азиатской повседневности, оставались за пределами понимания западных людей». Джон Меклин, сотрудник американского посольства, отметил, что фотографии «произвели шокирующий эффект, столь значимый в контексте решения буддийской проблемы» и «стали символом реального положения вещей во Вьетнаме». По утверждению Уильяма Колби, работавшего в то время главой Дальневосточного отдела ЦРУ, Зьем «довольно плохо справлялся с буддистским кризисом и позволил ему разгореться». С другой стороны, Колби считал, что после смерти монаха кризисная ситуация стала практически неразрешимой.
Президент США Джон Кеннеди, чьё правительство выступало ведущим спонсором Нго Динь Зьема, узнал о самосожжении из утренних газет, во время разговора с братом Робертом, занимавшим должность Генерального прокурора. Кеннеди обсуждали одну из внутренних проблем, когда Джон, по некоторым данным, прервал разговор, воскликнув «Иисус Христос!». Позже глава государства отметил, что «никогда газетная фотография не вызывала столь сильного волнения по всему миру». Американский сенатор от демократов и член сенатской комиссии по международным отношениям Фрэнк Чёрч говорил, что «подобных ужасных сцен люди не наблюдали с тех пор, когда христианские мученики рука об руку шествовали по Римским аренам».
В Европе фотографии горящего Тхить Куанг Дыка продавались в качестве открыток, а в КНР по инициативе властей были напечатаны миллионы копий, которые затем распространялись по странам Азии и Африки как свидетельство «американского империализма». Одна из фотографий Брауна прикреплена к голубому седану, выставленному в Хюэ. Изображения Дыка принесли успех как фотографу, так и «Ассошиэйтед Пресс». Журналист «Юнайтед-Пресс-Интернэшнл» Рэй Херндон также мог запечатлеть чудовищные моменты самосожжения, однако забыл в тот день камеру. Сообщалось, что в личной беседе работодатель Херндон строго отчитал журналиста. Согласно оценкам ЮПИ, из-за этой ошибки агентство потеряло около пяти тысяч читателей в Сиднее.
Англоязычная газета Зьема Times of Vietnam стала интенсивнее критиковать и журналистов, и буддистов. В издании стали появляться заголовки наподобие «Политбюро пагоды Са-Лой создаёт новые угрозы» и «Монашеское убийство по сценарию». В одной из статей поднимался вопрос о характере взаимоотношений между монахами и журналистами. Сотрудники Times of Vietnam считали странным «утреннее скопление большого числа девушек», заходивших и выходивших из пагоды, после чего обвинили буддистов в намеренном привлечении девушек для сексуальной эксплуатации американскими репортёрами.
Фотографии Брауна пользовались популярностью в средствах массовой информации на протяжении десятилетий. Инцидент был освещён во многих фильмах и телевизионных передачах. В 1964 году художник Питер Хопкинс написал антивоенное полотно «Посол доброй воли» (англ. Ambassador of Goodwill), где Тхить Куанг Дык изображался в момент возгорания, в то время как на заднем плане кули несут американского министра обороны Роберта Макнамару и Нго Динь Зьема. В 1992 вышел музыкальный альбом Rage Against the Machine одноимённой группы, на обложке которого изображён фрагмент знаменитой фотографии.

## Самосожжение как прецедент
Несмотря на шок западной публики, поступок Тхить Куанг Дыка был несколько раз повторён как во Вьетнаме, так и в других странах, в том числе развитых. Самопожертвования были известны во Вьетнаме за сотни лет до этого, часто жертву приносили Будде. Подобный случай был зарегистрирован в Северном Вьетнаме за тринадцать лет до самосожжения в Сайгоне. Французские колонизаторы пытались положить конец традиции, однако не решили проблему полностью. В 1920-х годах власти спасли одного монаха от самосожжения, после чего тот всё же покончил с собой самоистощением. Несколько случаев было зафиксировано и в следующем десятилетии, когда вьетнамская пресса достаточно сухо писала об очередных акциях. В 1948 году буддийский монах совершил самосожжение в китайском Харбине, выразив тем самым несогласие с религиозной политикой Мао Цзэдуна. Вместо бензина умерший, также принявший смерть в позе лотоса, использовал опилки и соевое масло. Как и в случае Тхить Куанг Дыка, сердце харбинского монаха осталось неповреждённым. В условиях накалявшейся ситуации во вьетнамском обществе акт самосожжения совершили ещё пять буддийских монахов.
Граждане США повторили акцию Тхить Куанг Дыка в знак протеста против Вьетнамской войны:
- 2 ноября 1965 года Норман Моррисон[англ.], 31-летний квакер-пацифист, поджёг себя с помощью керосина, находясь напротив окна Роберта Макнамары в Пентагоне[53].
- 9 ноября 1965 года Роджер Аллен Лапорт[англ.], 22-летний член Движения католических рабочих, поджёг себя с помощью бензина неподалёку от здания ООН в Нью-Йорке. Лапорт скончался 10 ноября[54].
- В том же году самосожжение совершила 82-летняя жительница Детройта Элис Херц[англ.][53].
- Флоренс Бьюмонт подожгла себя рядом с федеральным зданием в Лос-Анджелесе 15 октября 1967 года[55].
- 10 мая 1970 года Джордж Уинни-мл. совершил попытку самосожжения в кампусе Калифорнийского университета в Сан-Диего и умер на следующий день[56].

Сын американского офицера, работавшего в сайгонском посольстве, поджёг себя с помощью бензина. Тем не менее это действие не имело политического подтекста, поскольку позже выживший заявил, что мотивом поступка стало любопытство.
Самосожжения в знак протеста против войны имели место и после Вьетнамского конфликта. Так, к примеру, в 2006 году в знак протеста против войны в Ираке самосожжение совершил музыкант Малакай Ричер.